# Roussay
Roussay és un municipi francès situat al departament de Maine i Loira i a la regió de País del Loira. L'any 2007 tenia 1.085 habitants.

## Demografia

### Població
El 2007 la població de fet de Roussay era de 1.085 persones. Hi havia 427 famílies de les quals 119 eren unipersonals (42 homes vivint sols i 77 dones vivint soles), 131 parelles sense fills, 173 parelles amb fills i 4 famílies monoparentals amb fills.
La població ha evolucionat segons el següent gràfic:
Habitants censats

### Habitatges
El 2007 hi havia 452 habitatges, 425 eren l'habitatge principal de la família, 6 eren segones residències i 21 estaven desocupats. 447 eren cases i 5 eren apartaments. Dels 425 habitatges principals, 345 estaven ocupats pels seus propietaris, 79 estaven llogats i ocupats pels llogaters i 1 estava cedit a títol gratuït; 1 tenia una cambra, 13 en tenien dues, 60 en tenien tres, 121 en tenien quatre i 230 en tenien cinc o més. 342 habitatges disposaven pel capbaix d'una plaça de pàrquing. A 188 habitatges hi havia un automòbil i a 202 n'hi havia dos o més.

### Piràmide de població
La piràmide de població per edats i sexe el 2009 era:
| Homes | Edats   | Dones |
| ----- | ------- | ----- |
| 0     | 95 o +  | 0     |
| 8     | 90 a 94 | 4     |
| 4     | 85 a 89 | 16    |
| 0     | 80 a 84 | 8     |
| 12    | 75 a 79 | 28    |
| 20    | 70 a 74 | 32    |
| 28    | 65 a 69 | 24    |
| 16    | 60 a 64 | 8     |
| 20    | 55 a 59 | 24    |
| 40    | 50 a 54 | 24    |
| 52    | 45 a 49 | 32    |
| 12    | 40 a 44 | 32    |
| 32    | 35 a 39 | 12    |
| 60    | 30 a 34 | 36    |
| 28    | 25 a 29 | 44    |
| 28    | 20 a 24 | 32    |
| 20    | 15 a 19 | 16    |
| 20    | 10 a 14 | 28    |
| 28    | 5 a 9   | 32    |
| 68    | 0 a 4   | 12    |

## Economia
El 2007 la població en edat de treballar era de 668 persones, 540 eren actives i 128 eren inactives. De les 540 persones actives 509 estaven ocupades (280 homes i 229 dones) i 30 estaven aturades (11 homes i 19 dones). De les 128 persones inactives 48 estaven jubilades, 37 estaven estudiant i 43 estaven classificades com a «altres inactius».

### Ingressos
El 2009 a Roussay hi havia 441 unitats fiscals que integraven 1.150,5 persones, la mediana anual d'ingressos fiscals per persona era de 16.121 €.

### Activitats econòmiques
Dels 44 establiments que hi havia el 2007, 1 era d'una empresa extractiva, 1 d'una empresa alimentària, 3 d'empreses de fabricació d'altres productes industrials, 10 d'empreses de construcció, 8 d'empreses de comerç i reparació d'automòbils, 1 d'una empresa de transport, 1 d'una empresa d'hostatgeria i restauració, 1 d'una empresa d'informació i comunicació, 4 d'empreses financeres, 1 d'una empresa immobiliària, 5 d'empreses de serveis, 2 d'entitats de l'administració pública i 6 d'empreses classificades com a «altres activitats de serveis».
Dels 13 establiments de servei als particulars que hi havia el 2009, 1 era un taller de reparació d'automòbils i de material agrícola, 1 paleta, 1 guixaire pintor, 3 fusteries, 1 lampisteria, 3 electricistes, 2 perruqueries i 1 veterinari.
Dels 3 establiments comercials que hi havia el 2009, 1 era una botiga de més de 120 m², 1 una fleca i 1 una botiga de roba.
L'any 2000 a Roussay hi havia 23 explotacions agrícoles que ocupaven un total de 820 hectàrees.

## Equipaments sanitaris i escolars
El 2009 hi havia una escola elemental.

## Poblacions més properes
El següent diagrama mostra les poblacions més properes.